# King George VI Club

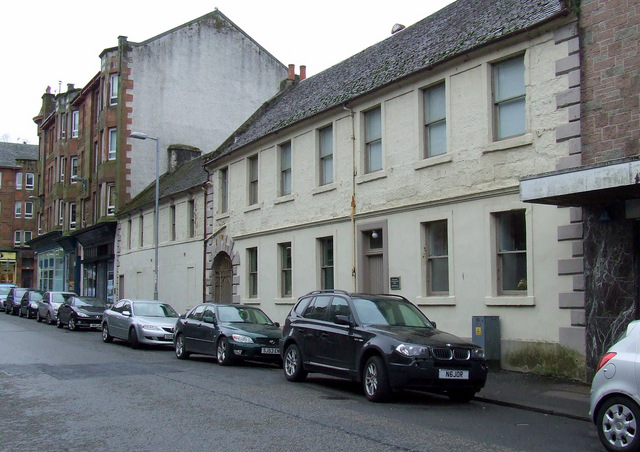
King George VI Club (2013)

Der King George VI Club ist ein Gebäude im Westen der schottischen Stadt Port Glasgow in der Council Area Inverclyde. 1971 wurde das Bauwerk in die schottischen Denkmallisten in der Kategorie B aufgenommen.

## Beschreibung
Der King George VI Club ist eine Wohlfahrtseinrichtung für Senioren. Sie befindet sich im Westen der Stadt an der King Street. Das genaue Baujahr ist nicht bekannt, sodass nur das mittlere 18. Jahrhundert als Bauzeitraum angegeben werden kann. Das Mauerwerk des zweistöckigen Gebäudes besteht aus Bruchstein. Das Anwesen besteht aus zwei angrenzenden Gebäudeteilen. Am nördlichen Teil sind mit Faschen abgesetzte Fenster auf sieben vertikalen Achsen angeordnet. Ebenerdig befindet sich auf der ersten Achse eine Tordurchfahrt, die mit einem Segmentbogen aus Keilsteinen abschließt. Die Eingangstüre befindet sich auf der fünften Achse. Die Fassade ist teilweise mit Stuck gearbeitet. Am südlichen Gebäudeteil sind im Obergeschoss fünf Fenster gleichmäßig verteilt, während ebenerdig drei, heute verschlossene Fensteröffnungen sowie eine Tür zu finden sind. Oberhalb der Fenster im Obergeschoss sind angedeutete Schlusssteine von Segmentbögen in das Mauerwerk eingelassen. Die Gebäudekanten sind mit Ecksteinen abgesetzt.